# (12328) 1992 SK13
1992 أس كي 13 (ويعرف أيضًا باسم (12328) 1992 أس كي 13 وفق تسمية الكوكب الصغير) (بالإنجليزية: 1992 SK13)‏ هو كويكب ضمن حزام الكويكبات؛ وترتيبه 12328 من حيث الاكتشاف.
اكتُشف هذا الجُرم الفلكي بواسطة Atsushi Sugie ‏ في 26 سبتمبر 1992.

## وصلات خارجية
- (12328) 1992 SK13 في قاعدة بيانات مختبر الدفع النفاث لأجرام النظام الشمسي الصغيرة

- الاكتشاف · مخطط المدار ·  العناصر المدارية · المعلمات المادية

- (12328) 1992 SK13 على موقع ويكي سكاي: DSS2, SDSS, GALEX, IRAS, Hydrogen α, X-Ray, Astrophoto, Sky Map, Articles and images